# Le canzoni di Ornella Vanoni
Le canzoni di Ornella Vanoni, pubblicato nel 1963, è il secondo album in studio della cantante italiana Ornella Vanoni.

## Il disco
L'album raggruppa alcuni singoli proposti da Ornella in quegli anni, più alcuni tratti dalla commedia musicale Rugantino per la quale recitava.
I testi dei brani sono scritti spesso da Mogol e Gino Paoli, inoltre alcuni brani sono arrangiati da Ennio Morricone.

## Tracce
1. Ricorda - 2:22 - (Mogol - Carlo Labati Donida)
2. C'eri anche tu - 2:29 - (Mogol- J.Reisman)
3. Coccodrillo - 1:56 - (Mogol - Wilken - Burch)
4. Mario - 2:13 - (Mogol - Adams - Nader)
5. Che cosa c'è - 3:19 - (Gino Paoli)
6. Roma nun fa' la stupida stasera - 2:23 - (Pietro Garinei - Sandro Giovannini - Armando Trovajoli)
7. 'Na botta e via - 1:29 - (Pietro Garinei - Sandro Giovannini - Armando Trovajoli)
8. È l'omo mio - 2:36 - (Pietro Garinei - Sandro Giovannini - Armando Trovajoli)
9. Anche se - 3:53 - (Gino Paoli)
10. La fidanzata del bersagliere - 2:48 - (Anton - Ennio Morricone)
11. Attento a te - 2:25 - (Franco Migliacci - Enrico Polito)
12. Ogni sera - 2:41

## Musicisti

### Artista
- Ornella Vanoni - voce

### Arrangiamenti
- Iller Pattacini
- Ennio Morricone
- Bruno Nicolai
- Carlo Rustichelli
- Enrico Polito
- G. Marchetti